# Холден, Марджин
Марджин Холден (англ. Marjean Holden; 3 ноября 1964, Миннеаполис, Миннесота, США) — американская актриса и мастер боевых искусств, известная по роли Шивы в кинофильме «Смертельная битва 2: Истребление».

## Ранняя жизнь
Маргарет Джин Холден родилась 3 ноября 1964 года в Миннеаполисе, штат Миннесота. В студенческие годы переехала в Аризону, где посещала университет Северной Аризоны и университет штата Аризона.

## Карьера
Начала сниматься во второй половине 1980-х, взяв творческий псевдоним Марджин Холден. В 1989 снялась в небольшой роли в комедии «Невероятные приключения Билла и Теда». В дальнейшем снималась в эпизодах телесериалов (например, снялась в гостевой роли в сериале «Военно-юридическая служба»), также в фильме Стивена Спилберга «Парк юрского периода: Затерянный мир», Яна Де Бонта «Скорость 2: Контроль над круизом» и наконец, сыграла главную женскую роль в боевике «Филадельфийский эксперимент 2», после того как эту роль потеряла Кортни Кокс.
В 1997 Марджин Холден сыграла одну из своих самых известных ролей — четырёхрукую воительницу Шиву в кинофильме «Смертельная битва 2: Истребление», экранизации серии игр «Mortal Kombat». Как вспоминала актриса, съёмки в общей сложности длились около четырёх месяцев. Вначале съёмки проходили в Лондоне, затем в Джордане и Амане, а затем около двух месяцев — в Таиланде. Как она отметила в одном из интервью, погода в Таиланде стояла крайне жаркая. На съёмочной площадке постоянно дежурил медик, следивший, чтобы актёры потребляли достаточно жидкости.
Каждый съёмочный день у Холден длился около 12 часов непосредственно, и ещё час, необходимый для снятия грима. Одним из самых запоминающихся моментов в съёмках была съёмная вторая пара искусственных рук, которая была весьма тяжелой и неудобной, но взамен актриса развлекалась, подкрадываясь сзади к ничего не подозревавшему человеку и хватала его четырьмя руками сзади. Ещё одним негативным моментом была крайне жаркая погода в Таиланде. Как заявила Холден, самой тяжелой сценой для неё оказалась съёмка сцены около большого символа MK в палатах Шао Кана. В сценарии планировался бой между Шивой, Рейденом и Лю Каном, но низкий уровень спецэффектов на тот момент не позволил изобразить этот бой качественно с использованием всех четырёх рук Шивы, поэтому все наработки по данной сцене в фильм не вошли.
В 1999 появилась в фильме «Вавилон-5: Призыв к оружию» который является частью сериала «Вавилон-5», и в том же году снялась в его спин-оффе, сериале под названием «Крестовый поход». В начале 2000-х сыграла одну из второстепенных ролей в телесериале «Повелитель зверей». В 2009 году перестала сниматься в кино.

## Личная жизнь
Помимо работ в кино и на телевидении, Холден также известна своей волонтёрской работой с ветеранами американской армии, получившими ранения во время боевых действий.

## Фильмография
| Год       |    | Русское название                     | Оригинальное название            | Роль                                     |
| --------- | -- | ------------------------------------ | -------------------------------- | ---------------------------------------- |
| 1989      | ф  | Невероятные приключения Билла и Теда | Bill & Ted's Excellent Adventure | студентка                                |
| 1989      | ф  | Доктор Калигари                      | Dr. Caligari                     | пациентка, лежащая в постели             |
| 1989—1990 | с  | Другой мир                           | A Different World                | Никки                                    |
| 1992      | ф  | Стой! Или моя мама будет стрелять    | Stop! Or My Mom Will Shoot       | стюардесса                               |
| 1992      | ф  | Немезида                             | Nemesis                          | Сэм                                      |
| 1993      | ф  | Филадельфийский эксперимент 2        | Philadelphia Experiment II       | Джесс                                    |
| 1994      | с  | Байки из склепа                      | Tales from the Crypt             | Андреа Джонсон                           |
| 1996      | с  | Военно-юридическая служба            | JAG                              | лейтенант-врач Сэнфорд                   |
| 1997      | ф  | Парк юрского периода: Затерянный мир | The Lost World: Jurassic Park    | кричащая женщина                         |
| 1997      | ф  | Смертельная битва 2: Истребление     | Mortal Kombat: Annihilation      | Шива                                     |
| 1998      | ф  | Кровавый четверг                     | Thursday                         | беременная женщина                       |
| 1999      | тф | Вавилон-5: Призыв к оружию           | Babylon 5: A Call to Arms        | навигатор Сил Земного Союза (Earthforce) |
| 1999      | с  | Крестовый поход                      | Crusade                          | доктор Сара Чемберс                      |
| 2000—2002 | с  | Повелитель зверей                    | BeastMaster                      | Арина                                    |
| 2001      | ф  | Призраки Марса                       | Ghosts of Mars                   | молодая женщина                          |
| 2003      | ф  | Джордж из джунглей 2                 | George of the Jungle 2           | Салли                                    |
| 2005      | ф  | Заложник                             | Hostage                          | Кэрол Флорес                             |
| 2009      | с  | Скорая помощь                        | ER                               | Элиза Уорнер                             |